# Solomon Rossine
Solomon Rossine, pseudonyme artistique d'Albert Solomonovich Rozine, né le 26 avril 1937 à Gomel (Biélorussie, ancienne république soviétique) – peintre russe, représentant de l’underground de Léningrad des années 1970-1980, de style expressionniste. Depuis 1990 le peintre vit et travaille en France dans la ville de Lannion.

## Biographie
D’origine juive, il est né le 26 avril 1937 à Gomel, dans la famille d’un père peintre-décorateur. En 1941 sa famille fuit les troupes nazies et s’installe en Oural (dans le village de Maksaï, à 2 kilomètres de la ville de Novotroïtsk, à la frontière de Kazakhstan). En 1955 il obtient son diplôme d’études secondaires avec les félicitations et intègre l’École Moukhina de Léningrad. En 1958 il demande le transfert à l’École Stroganov de Moscou où il achève ses études en 1963. Il part alors travailler, en tant que professeur d’arts plastiques, dans la région d’Arkhangelsk, dans le village de Haute Toïma. Il y reste 2 ans et se consacre à la recherche de son propre style.
De retour à Léningrad en 1965, le peintre s’installe à Gatchina, une petite ville située à 45 km au sud de métropole, où il est employé comme peintre-décorateur à l’Institut de Physique Nucléaire. Il peut se consacrer à la peinture et commence à exposer. En 1976, Rossine s’installe à Léningrad où il vit et travaille dans son atelier jusqu’en 1990. Durant la période de 1966 à 1989 Solomon Rossine parcourt le pays : la Bouriatie, l’Oural, l’Asie Centrale, les régions de la Volga, l’Ukraine, le Nord de la Russie. Les cycles thématiques tels que « L’Asie Enchantée », « Les tziganes de Samarcande », « La vie simple », « Les yourtes » voient alors le jour à partir d’un grand nombre de dessins et d’études d’après nature, Durant cette même période apparaissent également des cycles de tableaux sur des thèmes historiques : « La révolte de Pougatchev », « La Bataille de Borodino », etc.
A Léningrad, parmi les peintres de l’underground  Rossine se distingue comme le seul maitre du grand format thématique. Dès la création de l’Association de l’Art Expérimental en 1981, il fut un membre actif, participa à de nombreuses expositions, organisées par l’Association, et fut élu à plusieurs reprises à la tête du comité d’exposition. Les témoins se souviennent : « lors des débats très difficiles et animés avec les représentants de la Commission de la culture qui censuraient les expositions, Rossine se tenait toujours avec le même calme audacieux, ne permettant pas aux fonctionnaires de la Commission d’humilier ses camarades ni lui-même ».
Depuis 1990 le peintre vit et travaille en France, en Bretagne, dans la ville de Lannion. Cependant plusieurs mois par an il retourne travailler en Russie qui reste pour lui une inépuisable source d’inspiration et à l’origine des images de sa peinture. En France et dans d’autres pays d’Europe le peintre réalise plus de 50 expositions. En 2005 il obtient le premier prix du Salon d’Automne à Paris. En 2012 le Musée Russe de St-Pétersbourg lui ouvre les portes de son Palais de Marbre pour une grande rétrospective de l’œuvre de Rossine. Les tableaux de Solomon Rossine ont rejoint des collections privées dans différents pays : Suisse, Allemagne, France, Canada, Australie, Etats-Unis, Russie ainsi que des collections publiques - Musée Russe à Saint-Pétersbourg, La Kunsthalle d'Emden (Fondation Henri et Eske Nannen).

## Galerie

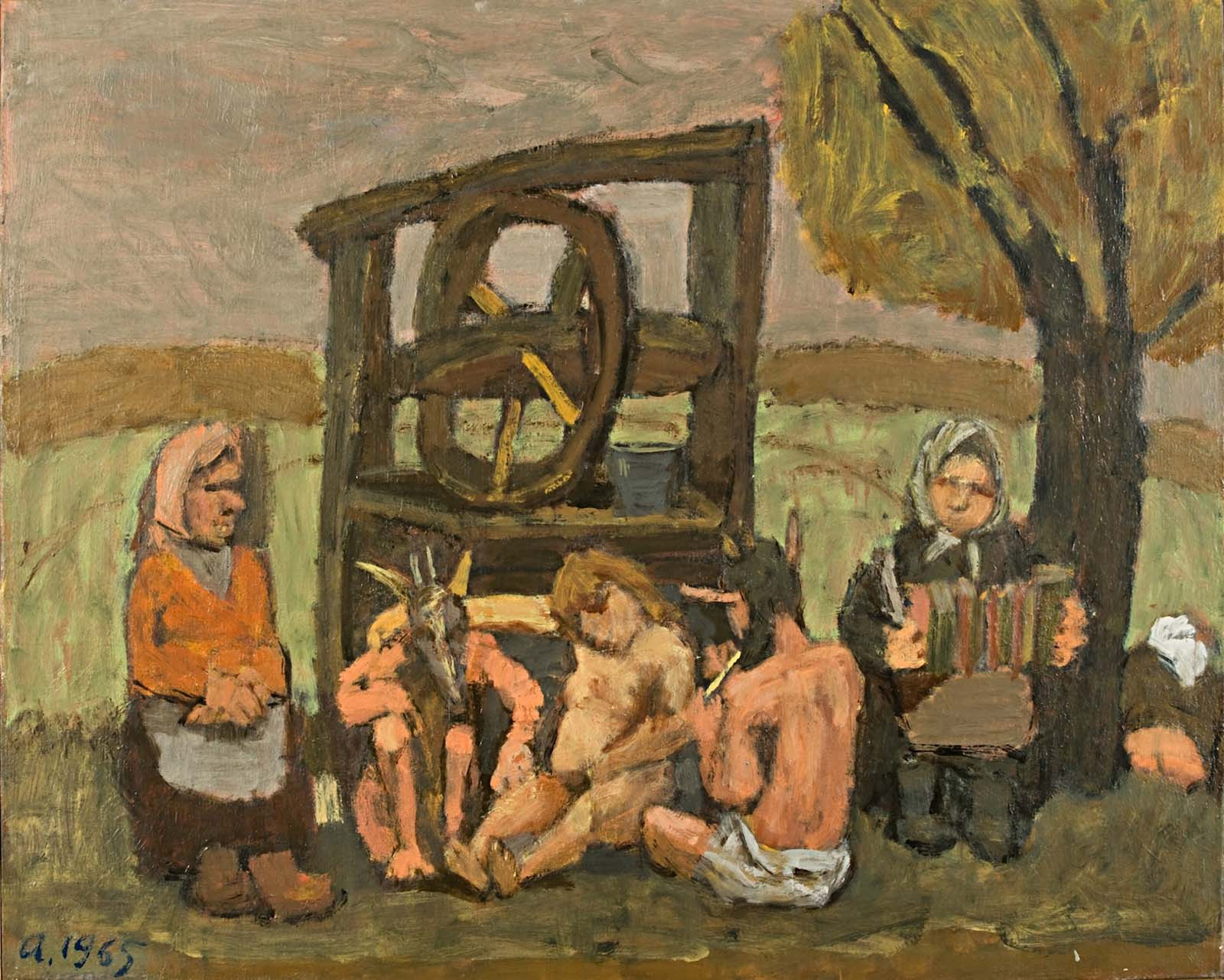
Concert rustique, 1965
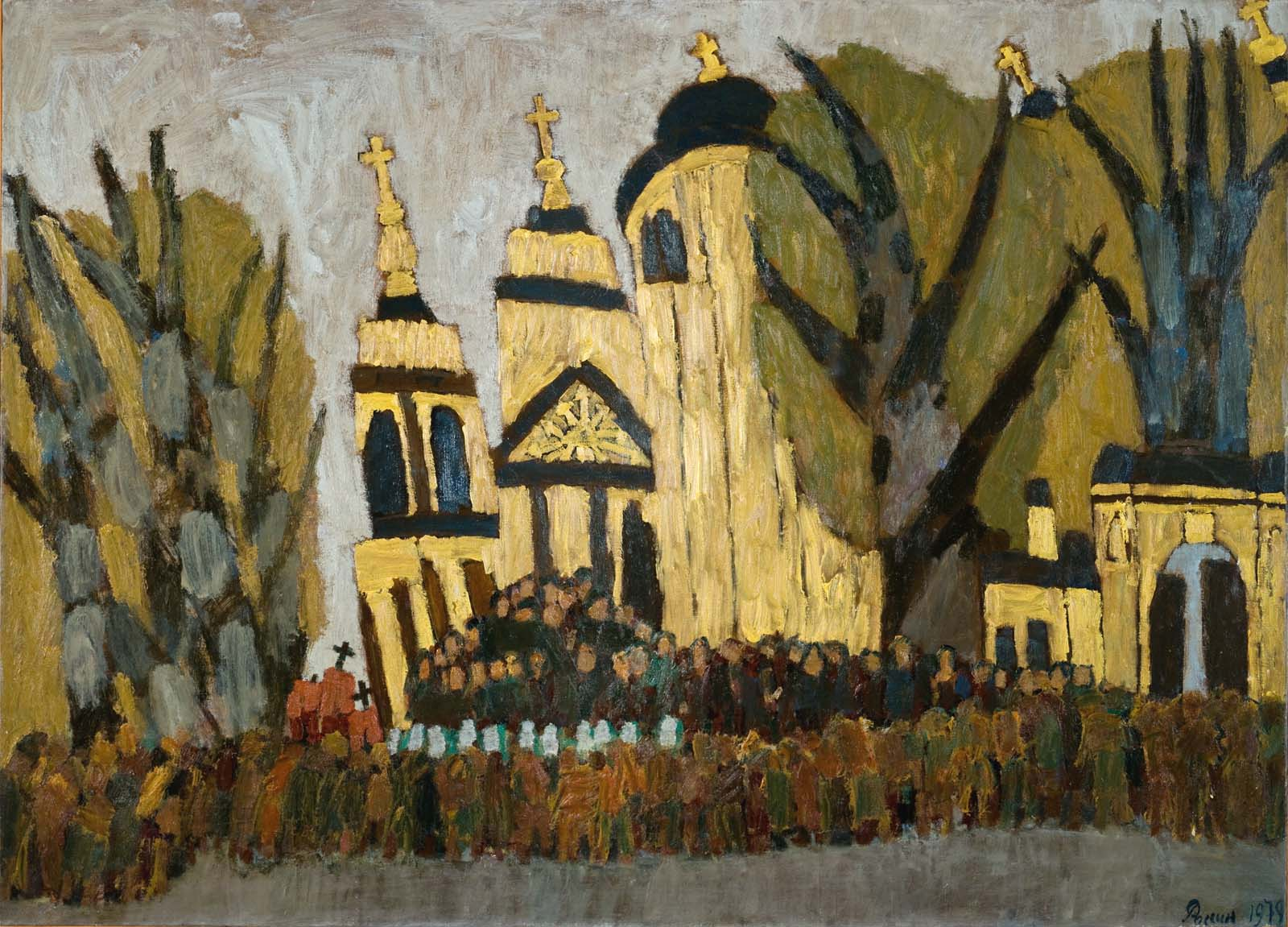
Les funérailles du Métropolite Nicodème, 1979
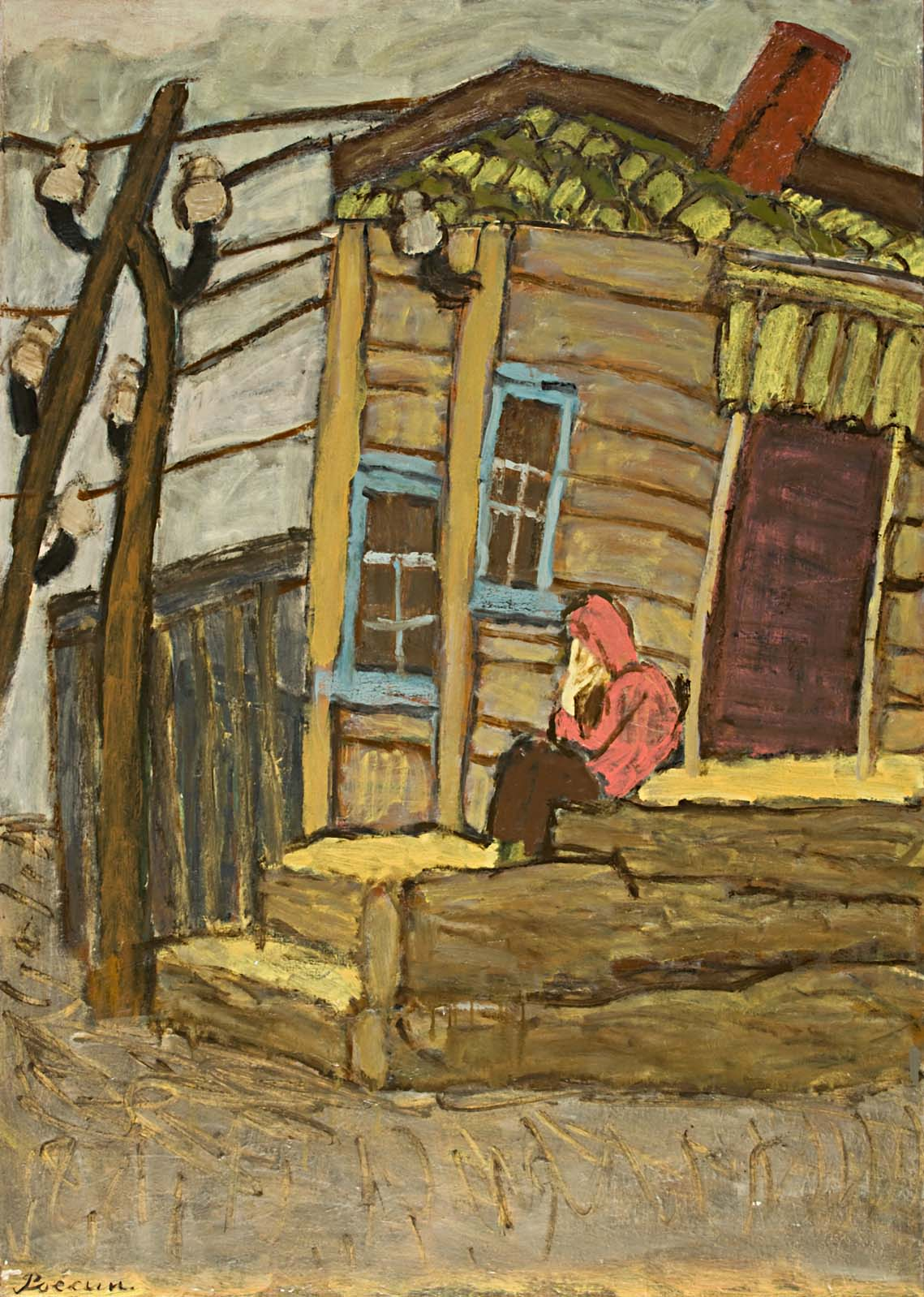
Deux fenêtres, 1980
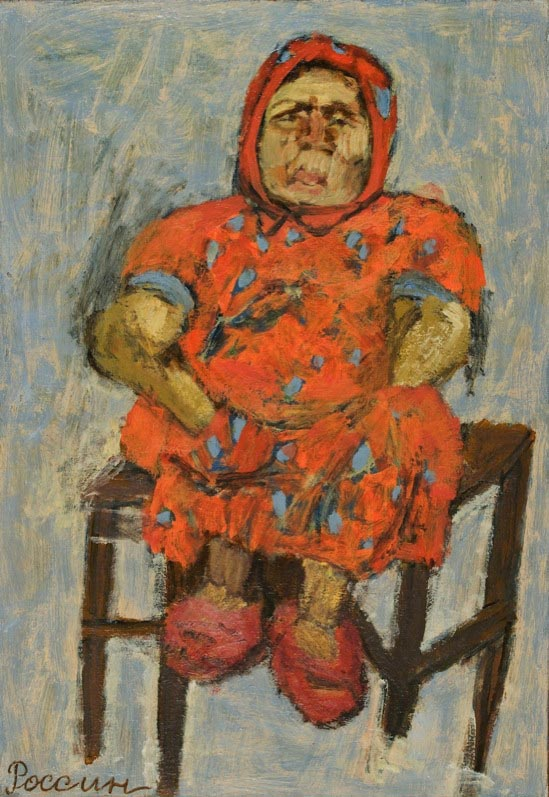
Petit bout de femme, 1974
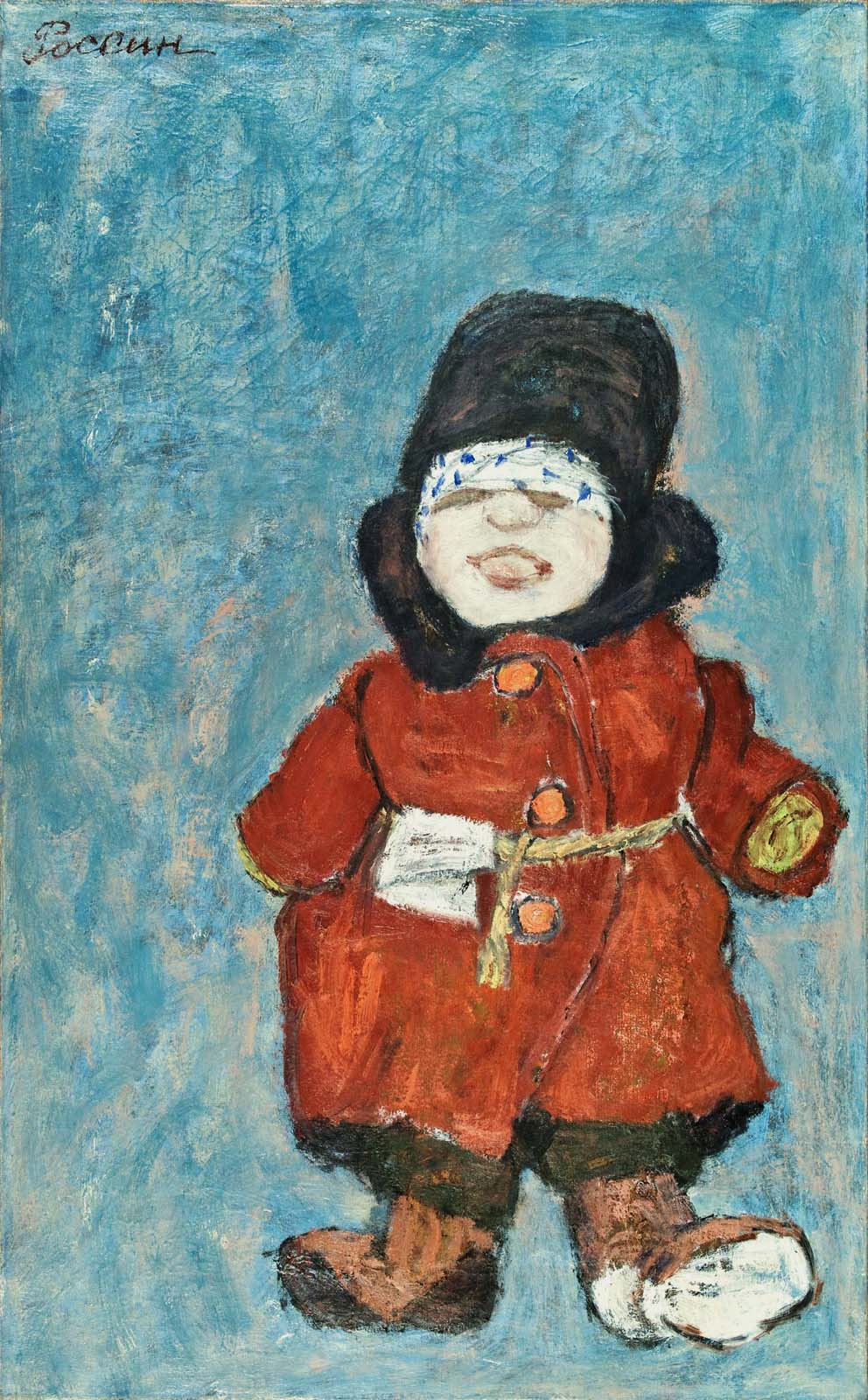
L’hiver, 1980
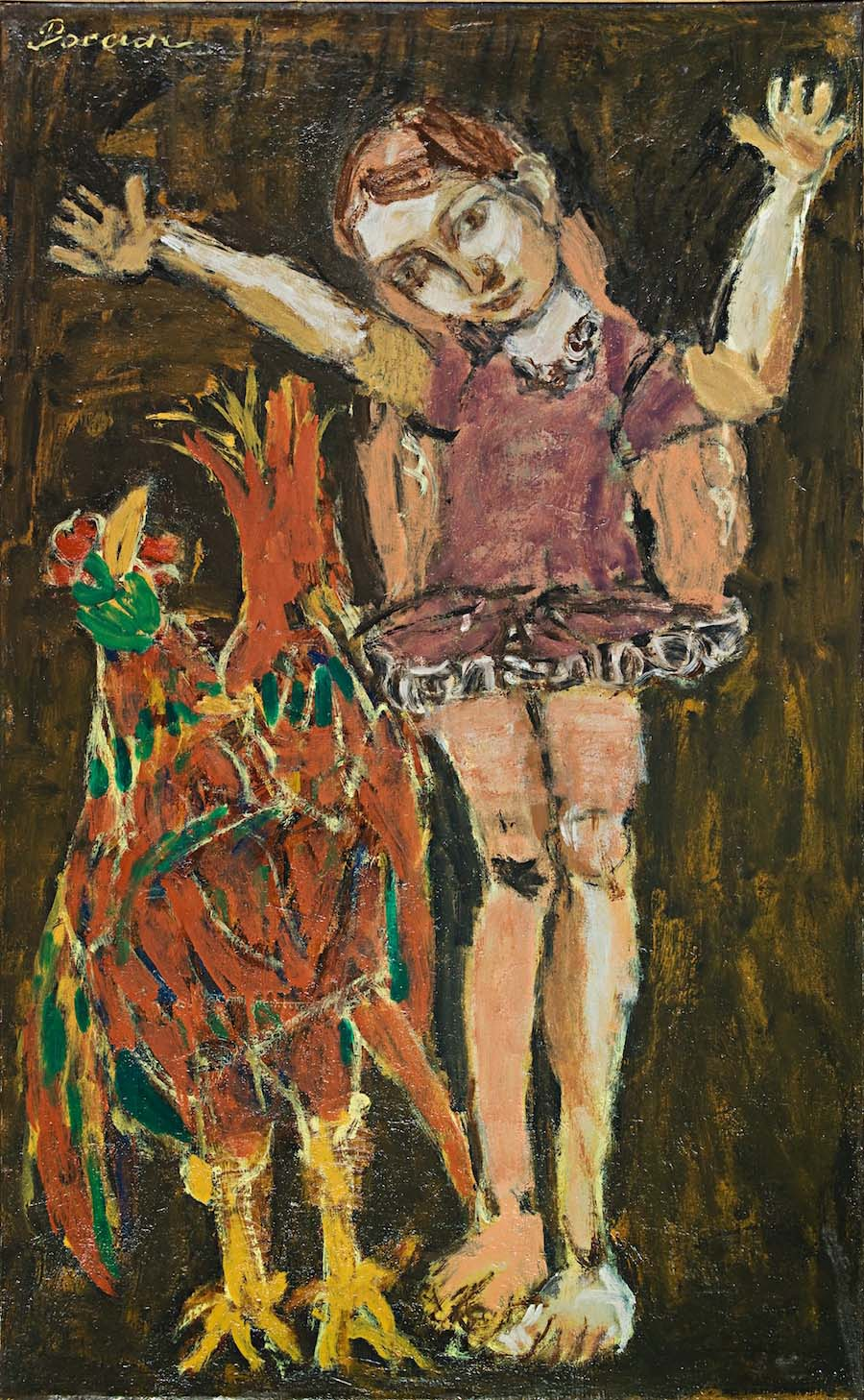
L’été, 1983
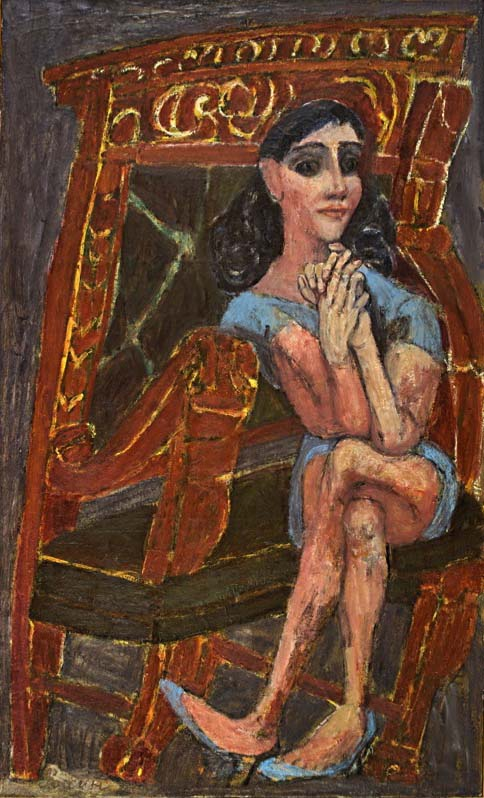
Le bonheur de Lika, 1983
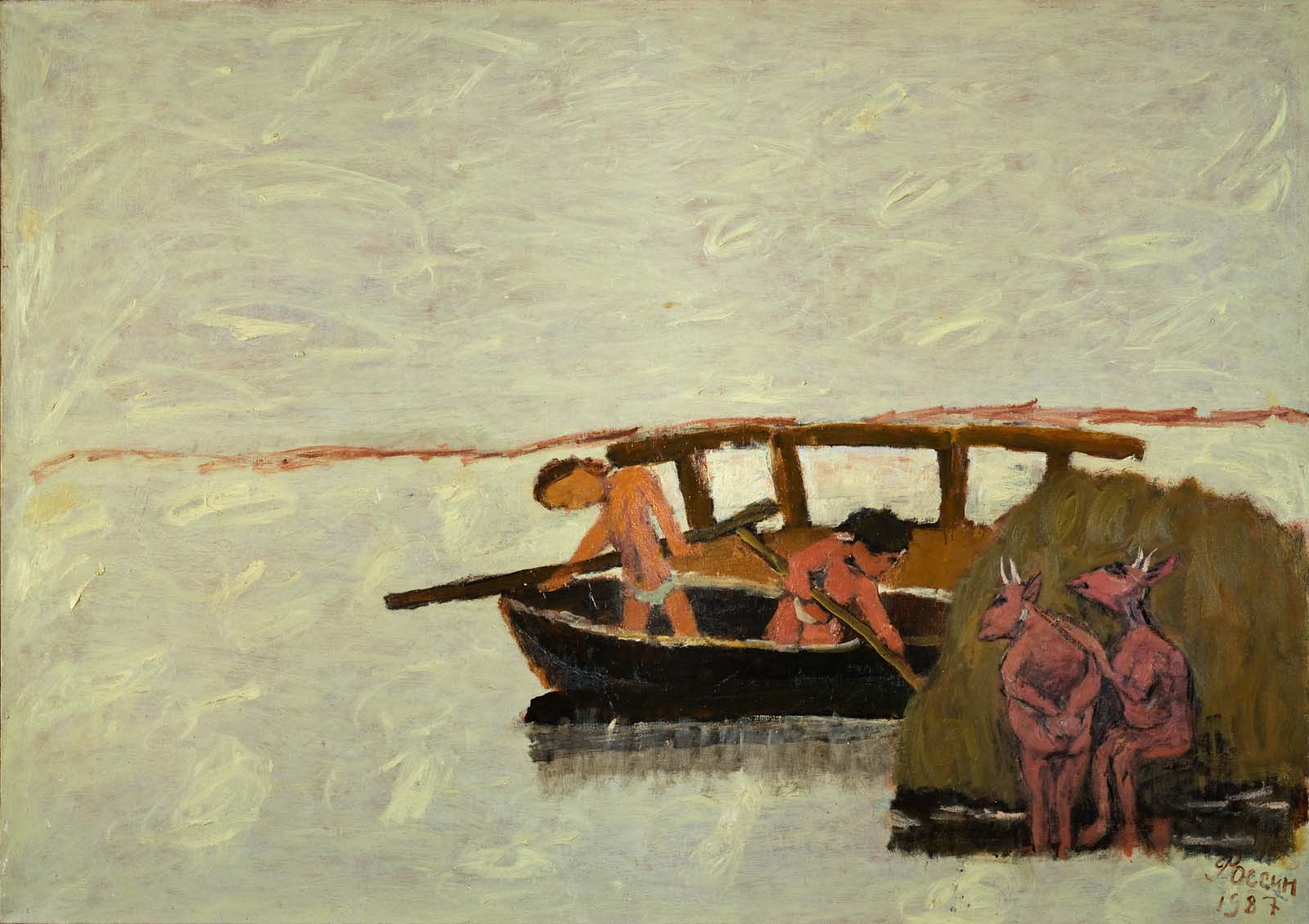
Les lointains radieux, 1987
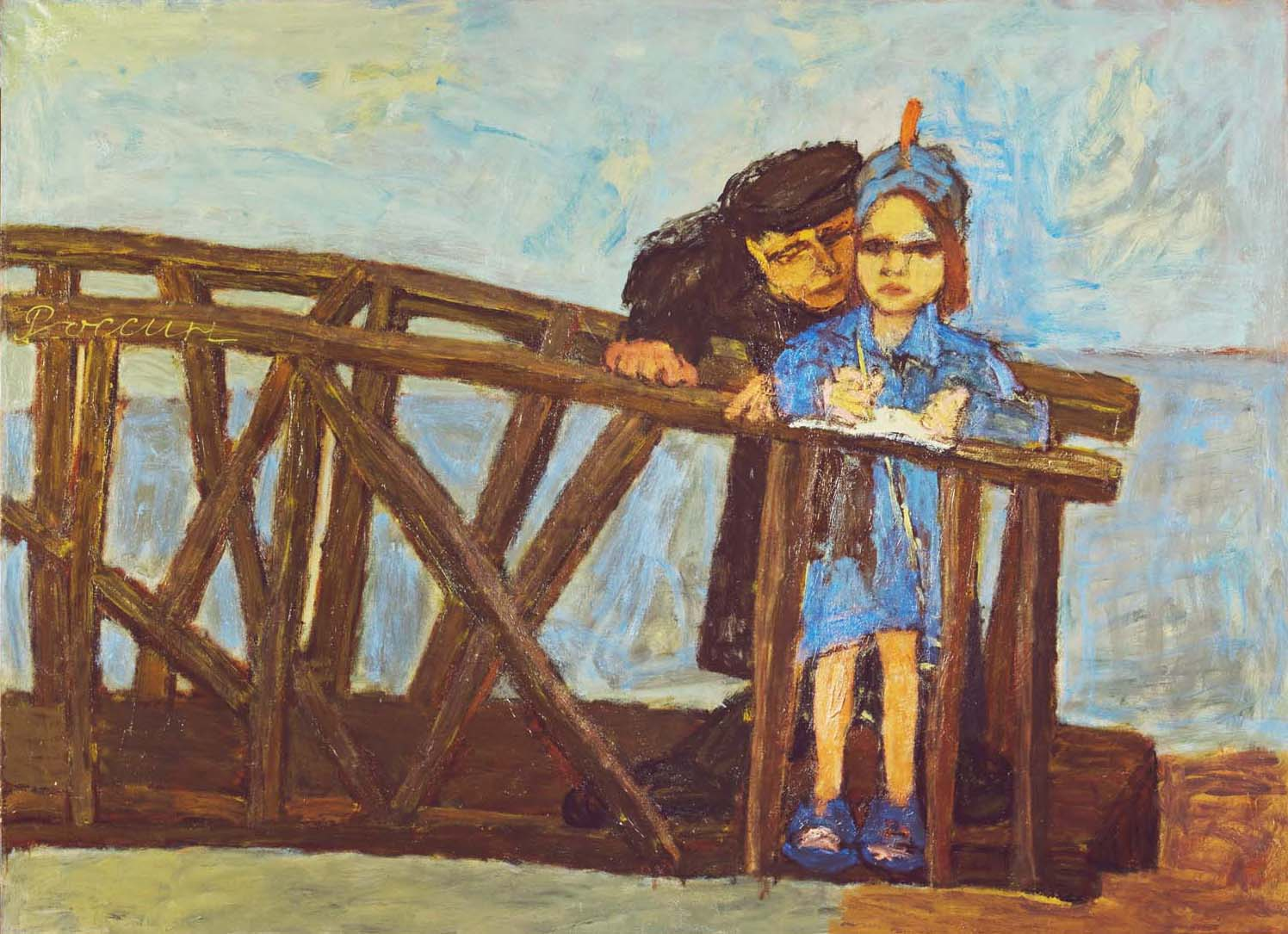
Cours de dessin, 1988
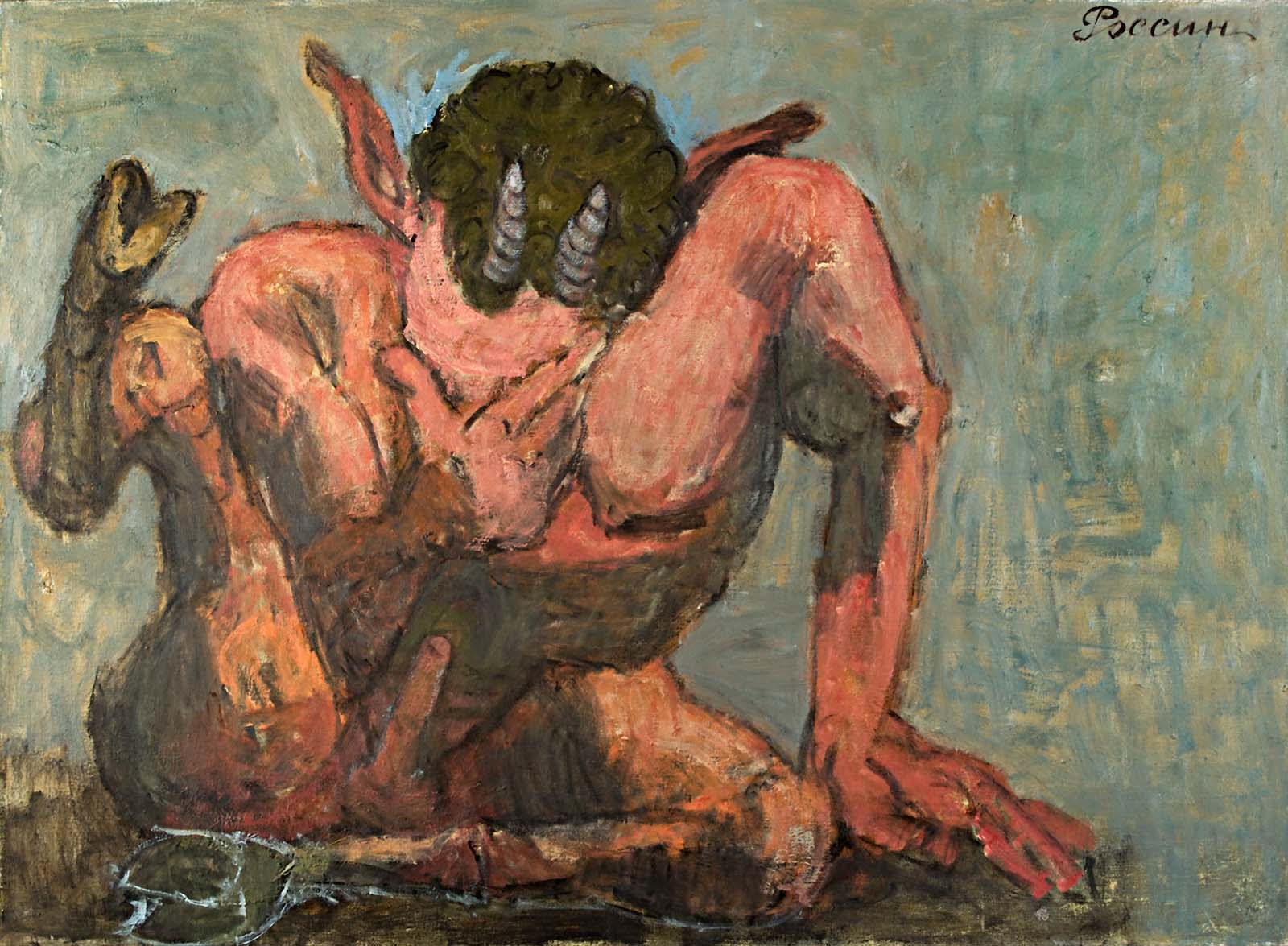
Satyre souffrant, 1990
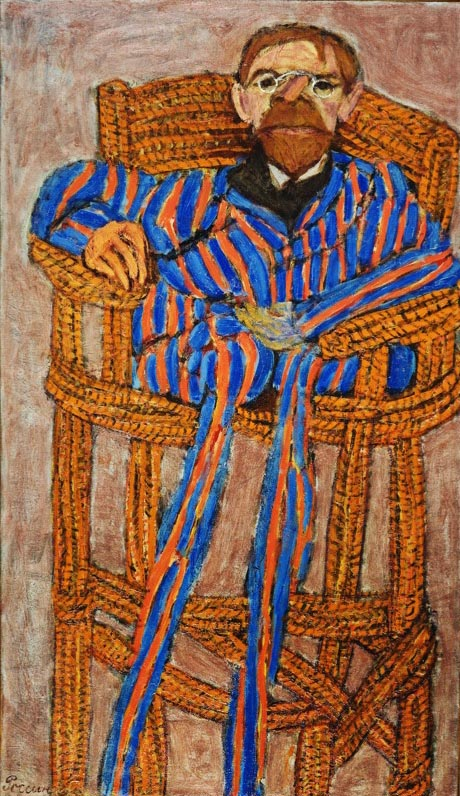
Tchekhov, 1997
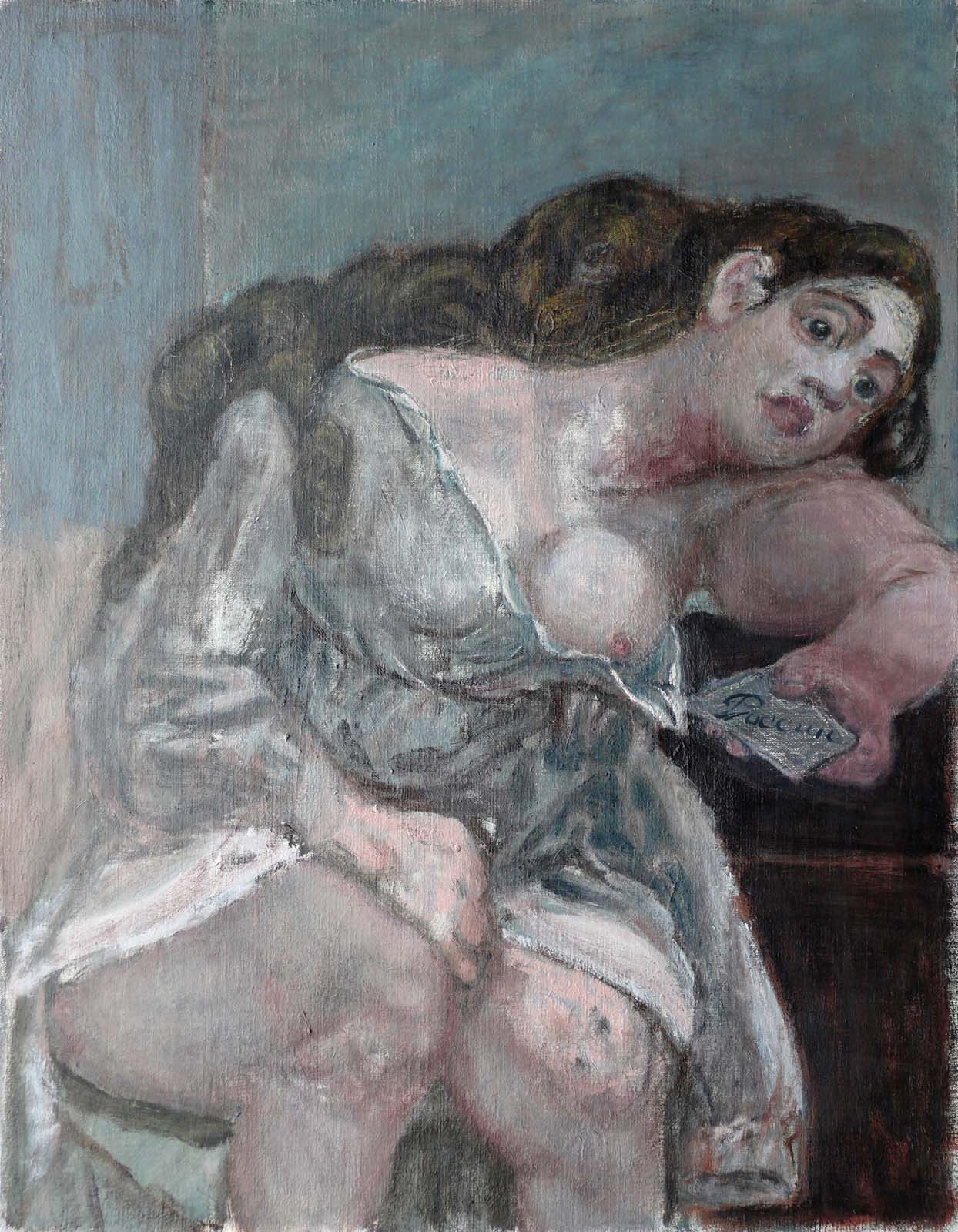
Une lettre d'amour, 2014

## Spécificité
« En Russie comme en France, Rossine a la réputation d’un artiste sérieux et austère. 
Rossine possède une qualité étonnante, celle de créer de belles et puissantes peintures en partant du thème du Mal, tout en gardant un mépris cruel envers ceux qui portent le Mal en eux-mêmes. Quoi de plus redoutable et désolant que le triptyque « L’exécution du Métropolite Veniamine » (1980), où l’exactitude lugubre de l’histoire s’allie au cauchemar biblique et au grotesque brutal ! Cette tendance a ses sources : dans la grande tradition européenne le drame historique côtoie parfois un grotesque cruel, il suffit de mentionner Bruegel et Goya.
Derrière l’anecdote, que l’on aperçoit au premier coup d’œil dans les peintures de Rossine, il y a une sorcellerie picturale qui fait dissoudre même la laideur et la souffrance. L’artiste sait rendre une dignité esthétique à cette laideur et cela s’inscrit aussi dans le cadre de la tradition artistique contemporaine. 
L’univers de Rossine, dur à percevoir, attend un spectateur enclin à la contemplation. Pourtant cet univers n’est pas plus dur que la vie elle-même. Et il peut aider les gens à regarder cette vie avec plus de clairvoyance et de sagacité. »

— Michail Guerman

« La joie est une émotion complexe dans l’art de Rossine, le plus souvent le peintre exhibe non pas un bonheur impressionniste du monde irisé, coloré, mais une « joie inopinée » : un petit feu de bonheur qui s’allume là où tout a sombré dans le chagrin, où il est difficile de comprendre à quoi tient la vie, tellement elle est médiocre, indigente. En somme, toute sa peinture devient cette « joie inopinée » de l’image de la vie préservée avec tant d’amour. 
Rossine possède cette stupéfiante, frappante capacité, presque impossible chez un homme, d’incarner tant d’évènements tragiques : la guerre au Vietnam, la capture et l’exécution de Pougatchev, la persécution de l’Eglise en Russie pendant la guerre civile, le génocide de juifs pendant la Seconde Guerre Mondiale. »

— Ekaterina Andreeva

## Site officiel
- Site officiel de Solomon Rossine